# Emerich Vogl
Emerich (Imre) Vogl (Temesvár, 12 d'agost de 1905 - Bucarest, 29 d'octubre de 1971) fou un futbolista romanès de la dècada de 1930.
Fou internacional amb Romania i disputà el Mundial de 1930 i 1934.